# Pacífica (banda)
Pacifica es un dúo femenino de indie rock originario de y Buenos Aires, Argentina, compuesto por Inés Adam (guitarra, voz) y Martina Nintzel (bajo, voz). El grupo ganó popularidad con covers de canciones en YouTube, antes de lanzar material original. Su música mezcla elementos de garage rock, post-punk y el estilo indie sleaze de principios de los 2000.

## Historia
El grupo Argentino se formó en 2021, durante la pandemia de COVID-19, cuando Ines y Martina comenzaron a colaborar de forma remota. Empezaron a subir covers a YouTube, lo que atrajo la atención de una audiencia creciente.
Después de un viaje a Nueva York, el grupo firmó con el sello TAG Music, fundado por Gabe Saporta en colaboración con Atlantic Records. Regresaron a Buenos Aires para trabajar en su álbum debut.

## Estilo musical e influencias
La música de Pacifica se caracteriza por riffs de guitarra crudos, líneas de bajo melódicas y voces emocionales. Su sonido se inspira en artistas como The Strokes, Yeah Yeah Yeahs y las leyendas argentinas Serú Girán. Ellas describen su estilo como "indie sleaze", abrazando un tono áspero y nostálgico.

## Discografía

### Álbumes de estudio
- Freak Scene (2023)
  - Fecha de lanzamiento: 29 de septiembre de 2023
  - Canciones: "Change Your Mind", "Anita", "With or Without You", "Silent Affection", "Fantasies"

### EPs
- Freak Scene: NAK Sessions (2024)
  - Un EP acústico con versiones reimaginadas de canciones de Freak Scene.[2]

## Actuaciones en vivo
Pacífica ha tocado en festivales destacados como Primavera Sound Buenos Aires y ha abierto conciertos para bandas como Måneskin.

## Miembros
- Ines Adam – voz, guitarra
- Martina Nintzel – voz, bajo